# Aschaffenburg Challenger 2000
L'Aschaffenburg Challenger 2000 è stato un torneo di tennis facente parte della categoria ATP Challenger Series nell'ambito dell'ATP Challenger Series 2000. Il torneo si è giocato a Aschaffenburg in Germania dal 5 al 10 settembre 2000 su campi in terra rossa.

## Vincitori

### Singolare
Nicolas Coutelot ha battuto in finale  Luis Horna con il punteggio di 6(2)–7, 6–3, 6–1

### Doppio
Petr Luxa /  David Škoch hanno battuto in finale  Marcus Hilpert /  Vaughan Snyman con il punteggio di 6–2, 6–3